# 투쟁-도피 반응

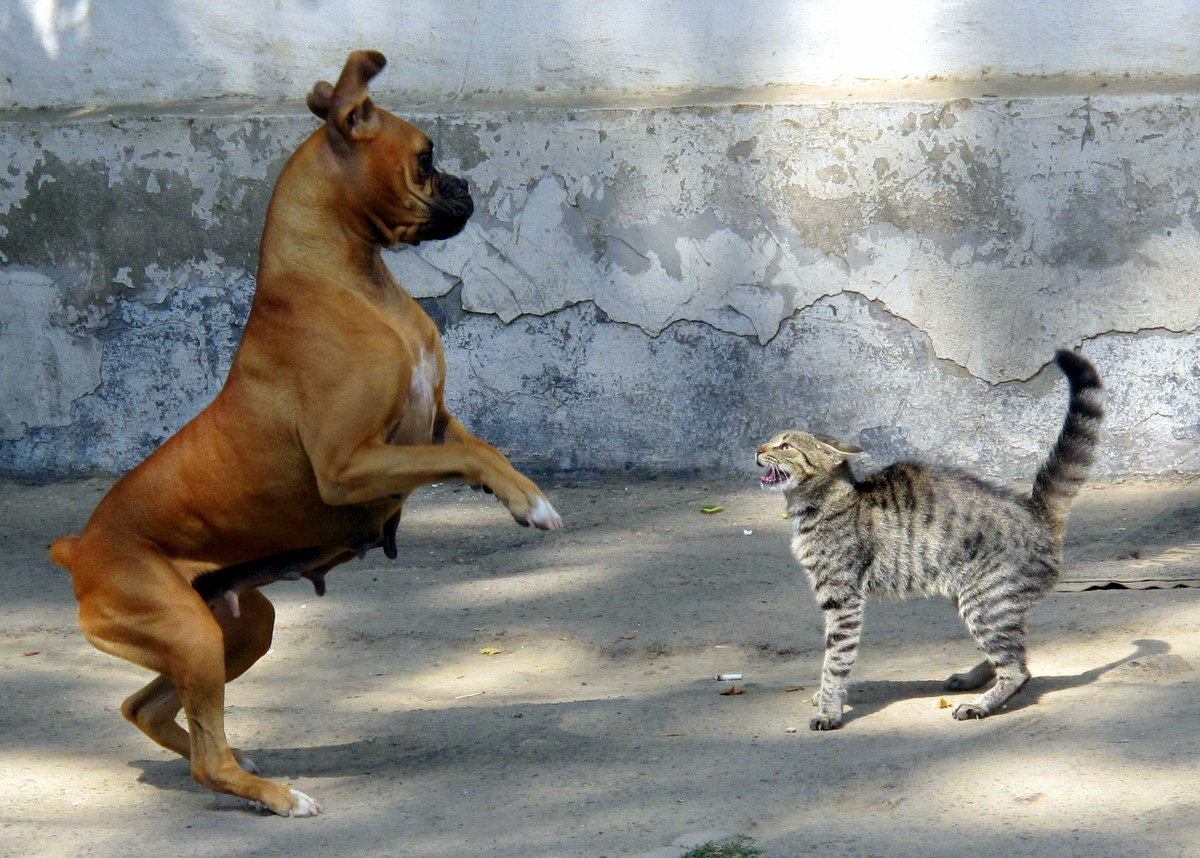
서로에게 급성스트레스 반응을 보이는 개와 고양이.

투쟁-도피 반응(鬪爭逃避反應, 영어: fight-or-flight response)은 스트레스 환경에 노출되거나 공격 또는 생존 위협에 대한 반응으로 스트레스 또는 위협을 주는 물질(또는 대상 또는 환경)의 존재로 인한 생화학 반응 및 신경계 출력(운동)이다. 일부 참고 문헌에 따르면 1914년 미국 생리학 저널(American Journal of Physiology)에서 그 반응을 처음으로 묘사했다.  이 이론은 동물이 교감 신경계를 전반적으로 잘 통제함으로써  출력되는 그러한 상황에서 위협에 반응함으로써 동물이 싸우거나 도망칠 수 있도록 준비한다고 언급하고 있다.

## 반응 경로
보다 구체적으로, HPA 축에서 부신피질에서 분비되는 코티졸등과 호르몬 종속을 생성함으로써 호르몬 분비에 관여하거나 또다른 경로로는 교감 신경계에 의해 부신속질은 카테콜아민, 특히 노르에피네프린과 에피네프린 등을 분비하는 신경계 종속을 생성함으로써 스트레스에 반응한다. 신경전달물질인 도파민과 세로토닌 뿐만 아니라 호르몬인 에스트로겐, 테스토스테론 및 코티솔도 유기체가 스트레스에 반응하는 방식에 영향을 미치는 것으로 알려져 있다.
이 반응은 척추동물과 다른 생물체 사이의 스트레스 반응을 조절하는 일반적인 적응 단계인 일반적응증후군으로서의 준비단계로 인식되고 있다.

## 부교감 신경계
교감 신경계의 투쟁 도피 반응과 상대적으로 비교해 볼 수 있는 부교감 신경계는 척추동물 특히 인간의 신체 활동과 기능을 억제하는 방향으로 작용하는 자율 신경계로 곧잘 언급되며 형태학상 몸 신경의 하나로, 주로 야간에 작용이 활발해진다. 이것은 일반적으로 야간에 생체의 휴식 및 섭취의 안정된 환경을 전제한다.

## 같이 보기
- 말초신경계
- 월터 캐넌
- 취약성-스트레스 모델
- 불안